# Forum (politica e società)
Un forum è un incontro a cadenza periodica che riunisce importanti esponenti di un determinato settore.

## Caratteristiche
Il termine forum, in tale accezione, può essere riferito anche agli incontri semi-istituzionali di categorie di capi di Stato e di Governo come, ad esempio, il G7, il G8, il G20 oppure - fino alla sua istituzionalizzazione avvenuta alla fine degli anni settanta - lo stesso Consiglio europeo.
Caratteristica del forum, fatte salve le eccezioni, è la messa in evidenza e l'analisi generica delle questioni più importanti del momento, con uno sguardo anche al lungo periodo ed ai possibili sviluppi, che si conclude, al massimo, con l'adozione consensuale di documenti d'indirizzo che molto raramente assumono il rango di vere e proprie decisioni.

## Esempi
I due forum attualmente più noti a livello mondiale sono, probabilmente, il Forum economico mondiale che si tiene, a cadenza annuale, a Davos ed il Forum sociale mondiale, nato in risposta polemica al primo, che si è tenuto per la prima volta a Porto Alegre nel 2001 e che, da allora, ha conosciuto anche altre sedi di svolgimento. Noto forum italiano è, invece, il Forum Ambrosetti, che si tiene la prima settimana di settembre presso Villa d'Este di Cernobbio.